# Cuniculitrema polymorpha
Cuniculitrema polymorpha är en svampart som beskrevs av R. Kirschner & J.P. Samp. 2001. Cuniculitrema polymorpha ingår i släktet Cuniculitrema och familjen Cuniculitremaceae.   Inga underarter finns listade i Catalogue of Life.